# J.League Division 1 1999
La stagione 1999 è stata la settima edizione della J.League Division 1, massimo livello del campionato giapponese di calcio.

## Squadre

### Profili
| Club partecipanti   | Club partecipanti | Città     | Stadio                         | Stagione 1998                          |
| ------------------- | ----------------- | --------- | ------------------------------ | -------------------------------------- |
| Avispa Fukuoka      | dettagli          | Fukuoka   | Hakatanomori Stadium           | 18ª in J.League                        |
| Bellmare Hiratsuka  | dettagli          | Hiratsuka | Hiratsuka Athletics Stadium    | 11ª in J.League                        |
| Cerezo Osaka        | dettagli          | Osaka     | Stadio Nagai                   | 9ª in J.League                         |
| Yokohama F·Marinos  | dettagli          | Yokohama  | Nissan Stadium                 | 4ª in J.League (come Yokohama Marinos) |
| Gamba Osaka         | dettagli          | Osaka     | Osaka Expo '70 Stadium         | 4ª in J.League                         |
| JEF United          | dettagli          | Ichihara  | Ichihara Seaside Stadium       | 16ª in J.League                        |
| Júbilo Iwata        | dettagli          | Iwata     | Yamaha Stadium                 | 2ª in J.League                         |
| Kashima Antlers     | dettagli          | Kashima   | Kashima Stadium                | Campione del Giappone                  |
| Kashiwa Reysol      | dettagli          | Kashiwa   | Hitachi Kashiwa Soccer Stadium | 3° in J.League                         |
| Kyoto Purple Sanga  | dettagli          | Kyoto     | Nishikyogoku Athletic Stadium  | 13° in J.League                        |
| Nagoya Grampus      | dettagli          | Nagoya    | Mizuho Athletic Stadium        | 5° in J.League                         |
| Sanfrecce Hiroshima | dettagli          | Hiroshima | Hiroshima Big Arch             | 10° in J.League                        |
| Shimizu S-Pulse     | dettagli          | Shizuoka  | Nihondaira Sports Stadium      | 3° in J.League                         |
| Urawa Reds          | dettagli          | Saitama   | Urawa Komaba Stadium           | 6° in J.League                         |
| Vissel Kōbe         | dettagli          | Kōbe      | Kobe Central Stadium           | 17ª in J.League                        |
| Verdy Kawasaki      | dettagli          | Kawasaki  | Todoroki Athletics Stadium     | 12ª in J.League                        |

### Allenatori
| Club               | Allenatore                        |
| ------------------ | --------------------------------- |
| Avispa Fukuoka     | Yoshio Kikugawa                   |
| Bellmare Hiratsuka | Eiji Ueda Mitsuru Komaeda         |
| Cerezo Osaka       | René Desaeyere                    |
| Yokohama F·Marinos | Antonio de la Cruz                |
| Gamba Osaka        | Frédéric Antonetti Hiroshi Hayano |
| JEF United         | Gert Engels Nicolae Zamfir        |
| Júbilo Iwata       | Takashi Kuwahara                  |
| Kashima Antlers    | Zé Mario Zico Takashi Sekizuka    |

| Club                | Allenatore                                      |
| ------------------- | ----------------------------------------------- |
| Kashiwa Reysol      | Akira Nishino                                   |
| Kyoto Purple Sanga  | Hidehiko Shimizu Bunji Kimura Shū Kamo          |
| Nagoya Grampus      | Kōji Tanaka Daniel Sanchez Mazarópi João Carlos |
| Sanfrecce Hiroshima | Eddie Thomson                                   |
| Shimizu S-Pulse     | Steve Perryman                                  |
| Urawa Reds          | Hiromi Hara Aad de Mos Yasushi Yoshida          |
| Vissel Kōbe         | Ryōichi Kawakatsu                               |
| Verdy Kawasaki      | Hideki Matsunaga                                |

## Classifiche

### Prima fase
|  | Pos. | Squadra             | Pt | G  | V  | V (dts) | N | P  | GF | GS | DR  |
|  | ---- | ------------------- | -- | -- | -- | ------- | - | -- | -- | -- | --- |
|  | 1.   | Júbilo Iwata        | 34 | 15 | 10 | 2       | 0 | 3  | 29 | 15 | +14 |
|  | 2.   | Verdy Kawasaki      | 32 | 15 | 9  | 2       | 1 | 3  | 20 | 15 | +5  |
|  | 3.   | Shimizu S-Pulse     | 30 | 15 | 9  | 1       | 1 | 4  | 28 | 23 | +5  |
|  | 4.   | Kashiwa Reysol      | 29 | 15 | 9  | 1       | 0 | 5  | 26 | 18 | +8  |
|  | 5.   | Cerezo Osaka        | 29 | 15 | 9  | 1       | 0 | 5  | 25 | 21 | +4  |
|  | 6.   | Sanfrecce Hiroshima | 27 | 15 | 9  | 0       | 0 | 6  | 30 | 18 | +12 |
|  | 7.   | Yokohama F·Marinos  | 23 | 15 | 6  | 2       | 1 | 6  | 31 | 20 | +11 |
|  | 8.   | Nagoya Grampus      | 21 | 15 | 6  | 1       | 1 | 7  | 30 | 32 | +7  |
|  | 9.   | Kashima Antlers     | 18 | 15 | 5  | 1       | 1 | 8  | 23 | 19 | +4  |
|  | 10.  | Gamba Osaka         | 17 | 15 | 5  | 1       | 0 | 9  | 21 | 25 | -4  |
|  | 11.  | Avispa Fukuoka      | 16 | 15 | 4  | 2       | 0 | 9  | 23 | 30 | -7  |
|  | 12.  | Vissel Kōbe         | 15 | 15 | 4  | 1       | 1 | 9  | 20 | 24 | -4  |
|  | 13.  | Urawa Reds          | 13 | 15 | 3  | 0       | 4 | 8  | 21 | 33 | -12 |
|  | 14.  | Kyoto Purple Sanga  | 12 | 15 | 4  | 0       | 0 | 11 | 18 | 28 | -10 |
|  | 15.  | JEF United          | 12 | 15 | 2  | 2       | 2 | 9  | 19 | 34 | -15 |
|  | 16.  | Bellmare Hiratsuka  | 9  | 15 | 3  | 0       | 0 | 12 | 15 | 33 | -18 |

Legenda:

      Qualificato alla finale
Note:
Tre punti a vittoria entro i tempi regolamentari, due a vittoria dopo i tempi supplementari, uno a pareggio, zero a sconfitta.

### Seconda fase
|  | Pos. | Squadra             | Pt | G  | V  | V (dts) | N | P  | GF | GS | DR  |
|  | ---- | ------------------- | -- | -- | -- | ------- | - | -- | -- | -- | --- |
|  | 1.   | Shimizu S-Pulse     | 35 | 15 | 9  | 1       | 1 | 4  | 28 | 23 | +5  |
|  | 2.   | Nagoya Grampus      | 33 | 15 | 10 | 1       | 1 | 3  | 32 | 23 | +9  |
|  | 3.   | Yokohama F·Marinos  | 30 | 15 | 8  | 2       | 2 | 3  | 30 | 15 | +15 |
|  | 4.   | Kashiwa Reysol      | 29 | 15 | 8  | 2       | 1 | 4  | 23 | 18 | +5  |
|  | 5.   | Cerezo Osaka        | 24 | 15 | 6  | 3       | 0 | 6  | 39 | 24 | +15 |
|  | 6.   | Kashima Antlers     | 22 | 15 | 6  | 2       | 0 | 7  | 30 | 18 | +12 |
|  | 7.   | Vissel Kōbe         | 22 | 15 | 5  | 2       | 3 | 5  | 18 | 21 | -3  |
|  | 8.   | Sanfrecce Hiroshima | 21 | 15 | 6  | 1       | 1 | 7  | 24 | 25 | -1  |
|  | 9.   | Kyoto Purple Sanga  | 19 | 15 | 5  | 2       | 0 | 8  | 20 | 30 | -10 |
|  | 10.  | Verdy Kawasaki      | 17 | 15 | 4  | 2       | 1 | 8  | 23 | 28 | -5  |
|  | 11.  | JEF United          | 16 | 15 | 4  | 2       | 0 | 9  | 22 | 22 | 0   |
|  | 12.  | Júbilo Iwata        | 15 | 15 | 4  | 1       | 1 | 9  | 23 | 27 | -4  |
|  | 13.  | Gamba Osaka         | 15 | 15 | 4  | 1       | 1 | 9  | 15 | 21 | -6  |
|  | 14.  | Urawa Reds          | 15 | 15 | 4  | 1       | 1 | 9  | 18 | 25 | -7  |
|  | 15.  | Avispa Fukuoka      | 12 | 15 | 3  | 1       | 1 | 10 | 18 | 29 | -11 |
|  | 16.  | Bellmare Hiratsuka  | 4  | 15 | 1  | 0       | 1 | 13 | 15 | 39 | -24 |

Legenda:

      Qualificato alla finale
Note:
Tre punti a vittoria entro i tempi regolamentari, due a vittoria dopo i tempi supplementari, uno a pareggio, zero a sconfitta.

### Finali

#### Gara di andata
| Iwata 4 dicembre 1999                                                      | Júbilo Iwata | 2 – 1 (d.t.s.) | Shimizu S-Pulse | Yamaha Stadium |
| \| \| \| \| \| Nakayama 30’ Nakayama 98’ \| Marcatori \| 34’ Sawanobori \| |              |                |                 |                |
|                                                                            |              |                |                 |                |
| Nakayama 30’ Nakayama 98’                                                  | Marcatori    | 34’ Sawanobori |                 |                |

#### Gara di ritorno
| Shizuoka 12 dicembre 1999 | Shimizu S-Pulse      | 2 – 1 (d.t.s.)                 | Júbilo Iwata | Outsourcing Stadium Nihondaira |
| \| \| \| \| \| Sawanobori 37’ Fabinho 90’ \| Marcatori \| 34’ Hattori \| \| Sawanobori Santos Ito Fabinho \| Tiri di rigore 2 – 4 \| Hattori Fujita Takahara Suzuki \| |                      |                                |              |                                |
| |                      |                                |              |                                |
| Sawanobori 37’ Fabinho 90’ | Marcatori            | 34’ Hattori                    |              |                                |
| Sawanobori Santos Ito Fabinho | Tiri di rigore 2 – 4 | Hattori Fujita Takahara Suzuki |              |                                |

### Classifica finale
|                     | Pos. | Squadra             | Pt | G  | V  | V (dts) | N | P  | GF | GS | DR  |
| ------------------- | ---- | ------------------- | -- | -- | -- | ------- | - | -- | -- | -- | --- |
|                     | 1.   | Shimizu S-Pulse     | 65 | 30 | 20 | 2       | 1 | 7  | 56 | 36 | +20 |
|                     | 2.   | Kashiwa Reysol      | 58 | 30 | 17 | 3       | 1 | 9  | 49 | 36 | +13 |
|                     | 3.   | Yokohama F·Marinos  | 53 | 30 | 14 | 4       | 3 | 9  | 61 | 35 | +26 |
|                     | 4.   | Cerezo Osaka        | 53 | 30 | 15 | 4       | 0 | 11 | 64 | 45 | +19 |
| Giappone (bandiera) | 5.   | Júbilo Iwata        | 49 | 30 | 14 | 3       | 1 | 12 | 52 | 42 | +10 |
|                     | 6.   | Verdy Kawasaki      | 49 | 30 | 13 | 4       | 2 | 11 | 43 | 43 | 0   |
|                     | 7.   | Sanfrecce Hiroshima | 48 | 30 | 15 | 1       | 1 | 13 | 54 | 43 | +11 |
|                     | 8.   | Nagoya Grampus      | 44 | 30 | 16 | 2       | 2 | 10 | 62 | 46 | +16 |
|                     | 9.   | Kashima Antlers     | 40 | 30 | 11 | 3       | 1 | 15 | 53 | 37 | +16 |
|                     | 10.  | Vissel Kōbe         | 37 | 30 | 9  | 3       | 4 | 14 | 38 | 45 | -7  |
|                     | 11.  | Avispa Fukuoka      | 34 | 30 | 7  | 3       | 1 | 19 | 41 | 59 | -18 |
|                     | 12.  | Gamba Osaka         | 32 | 30 | 9  | 2       | 1 | 18 | 36 | 46 | -10 |
|                     | 13.  | Kyoto Purple Sanga  | 31 | 30 | 9  | 2       | 0 | 19 | 38 | 58 | -20 |
|                     | 14.  | JEF United          | 28 | 30 | 6  | 4       | 2 | 18 | 41 | 56 | -15 |
|                     | 15.  | Urawa Reds          | 28 | 30 | 7  | 1       | 5 | 17 | 39 | 58 | -19 |
|                     | 16.  | Bellmare Hiratsuka  | 13 | 30 | 4  | 0       | 1 | 25 | 30 | 72 | -42 |

Legenda:

      Campione del Giappone e ammessa al Campionato d'Asia per club 2000

      Ammessa alla Coppa delle Coppe AFC 2000-2001

      Retrocessa in J.League Division 2 2000

Note:
Tre punti a vittoria entro i tempi regolamentari, due a vittoria dopo i tempi supplementari, uno a pareggio, zero a sconfitta.

## Statistiche

### Primati stagionali
| Record - Maggior numero di vittorie: Shimizu S-Pulse (20) - Minor numero di sconfitte: Shimizu S-Pulse (7) - Miglior attacco: Cerezo Osaka (64) - Miglior difesa: Yokohama F·Marinos (35) - Miglior differenza reti: Yokohama F·Marinos (+26) - Maggior numero di pareggi: Urawa Reds (5) - Minor numero di pareggi: Cerezo Osaka e Kyoto Purple Sanga (4) - Maggior numero di sconfitte: Bellmare Hiratsuka (25) - Minor numero di vittorie: Bellmare Hiratsuka (4) - Peggior attacco: Bellmare Hiratsuka (30) - Peggior difesa: Bellmare Hiratsuka (72) - Peggior differenza reti: Bellmare Hiratsuka (-42) |

### Classifica marcatori
| Gol |  |  | Giocatore       | Squadra             |
| --- |  |  | --------------- | ------------------- |
| 24  |  |  | Hwang Sun-hong  | Cerezo Osaka        |
| 18  |  |  | Shōji Jō        | Yokohama F·Marinos  |
| 17  |  |  | Baron           | JEF United          |
| 13  |  |  | Masahiro Fukuda | Urawa Reds          |
| 13  |  |  | Wagner Lopes    | Nagoya Grampus      |
| 13  |  |  | Tatsuhiko Kubo  | Sanfrecce Hiroshima |